# Nightcap
Nightcap: The Unreleased Masters 1972-1991 es una compilación de Jethro Tull publicada como doble CD en 1993 con viejo material inédito.
El primer CD contiene material excedente de A Passion Play y, el segundo, material grabado entre 1974 y 1991.
Según algunos críticos, es un disco recomendable sólo para muy incondicionales del grupo, ya que es material descartado anteriormente o son primeras tomas de temas ya publicados. Para otros, sin embargo, el Disco Uno (My Round - Chateau D'Isaster Tapes) constituye una auténtica obra de arte y ofrece una visión mucho más completa de lo que debía haber sido originalmente A Passion Play, concebido inicialmente como álbum doble.

## Lista de temas

### Disco Uno
My Round - Chateau D'Isaster Tapes
| #   | Título                      | Autor          | Tiempo | Año de grabación |
| --- | --------------------------- | -------------- | ------ | ---------------- |
| 1.  | "First Post"                | (Ian Anderson) | 1:54   | 1973             |
| 2.  | "Animelée"                  | (Ian Anderson) | 1:41   | 1973             |
| 3.  | "Tiger Toon"                | (Ian Anderson) | 1:36   | 1973             |
| 4.  | "Look at the Animals"       | (Ian Anderson) | 5:09   | 1973             |
| 5.  | "Law of the Bungle"         | (Ian Anderson) | 2:32   | 1973             |
| 6.  | "Law of the Bungle Part II" | (Ian Anderson) | 5:26   | 1973             |
| 7.  | "Left Right"                | (Ian Anderson) | 5:01   | 1973             |
| 8.  | "Solitaire"                 | (Ian Anderson) | 1:25   | 1973             |
| 9.  | "Critique Oblique"          | (Ian Anderson) | 9:03   | 1973             |
| 10. | "Post Last"                 | (Ian Anderson) | 5:35   | 1973             |
| 11. | "Scenario"                  | (Ian Anderson) | 3:26   | 1973             |
| 12. | "Audition"                  | (Ian Anderson) | 2:34   | 1973             |
| 13. | "No Rehearsal"              | (Ian Anderson) | 5:12   | 1973             |

### Disco Dos
Your Round - Unreleased-Rare Tracks
| #   | Título                            | Autor          | Tiempo | Año de grabación |
| --- | --------------------------------- | -------------- | ------ | ---------------- |
| 1.  | "Paradise Steakhouse"             | (Ian Anderson) | 4:01   | 1974             |
| 2.  | "Sealion II"                      | (Ian Anderson) | 3:21   | 1974             |
| 3.  | "Piece of Cake"                   | (Ian Anderson) | 3:40   | 1990             |
| 4.  | "Quartet"                         | (Ian Anderson) | 2:45   | 1974             |
| 5.  | "Silver River Turning"            | (Ian Anderson) | 4:52   | 1990             |
| 6.  | "Crew Nights"                     | (Ian Anderson) | 4:33   | 1981             |
| 7.  | "The Curse"                       | (Ian Anderson) | 3:39   | 1981             |
| 8.  | "Rose on the Factory Floor"       | (Ian Anderson) | 4:38   | 1990             |
| 9.  | "A Small Cigar"                   | (Ian Anderson) | 3:39   | 1975             |
| 10. | "Man of Principle"                | (Ian Anderson) | 3:57   | 1988             |
| 11. | "Commons Brawl"                   | (Ian Anderson) | 3:24   | 1981             |
| 12. | "No Step"                         | (Ian Anderson) | 3:38   | 1981             |
| 13. | "Drive on the Young Side of Life" | (Ian Anderson) | 4:13   | 1981             |
| 14. | "I Don't Want to Be Me"           | (Ian Anderson) | 3:29   | 1990             |
| 15. | "Broadford Bazaar"                | (Ian Anderson) | 3:38   | 1978             |
| 16. | "Lights Out"                      | (Ian Anderson) | 5:16   | 1981             |
| 17. | "Truck Stop Runner"               | (Ian Anderson) | 3:47   | 1991             |
| 18. | "Hard Liner"                      | (Ian Anderson) | 3:47   | 1989             |